# Osbornellus separatus
Osbornellus separatus är en insektsart som beskrevs av Delong 1942. Osbornellus separatus ingår i släktet Osbornellus och familjen dvärgstritar. Utöver nominatformen finns också underarten O. s. flexuosus.